# Martvili (municipalité)
La municipalité de Martvili (en géorgien : მარტვილის მუნიციპალიტეტი) est un district de Géorgie dans la région de Mingrélie-Haute Svanétie. Au recensement de 2014, le district comptait 33 463 habitants, avec pour ville principale la ville de Martvili.